# Rabat-les-Trois-Seigneurs
Rabat-les-Trois-Seigneurs är en kommun i departementet Ariège i regionen Occitanien i södra Frankrike. Kommunen ligger  i kantonen Tarascon-sur-Ariège som ligger i arrondissementet Foix. År 2022 hade Rabat-les-Trois-Seigneurs 368 invånare.

## Befolkningsutveckling
Antalet invånare i kommunen Rabat-les-Trois-Seigneurs
Referens: INSEE

## Galleri

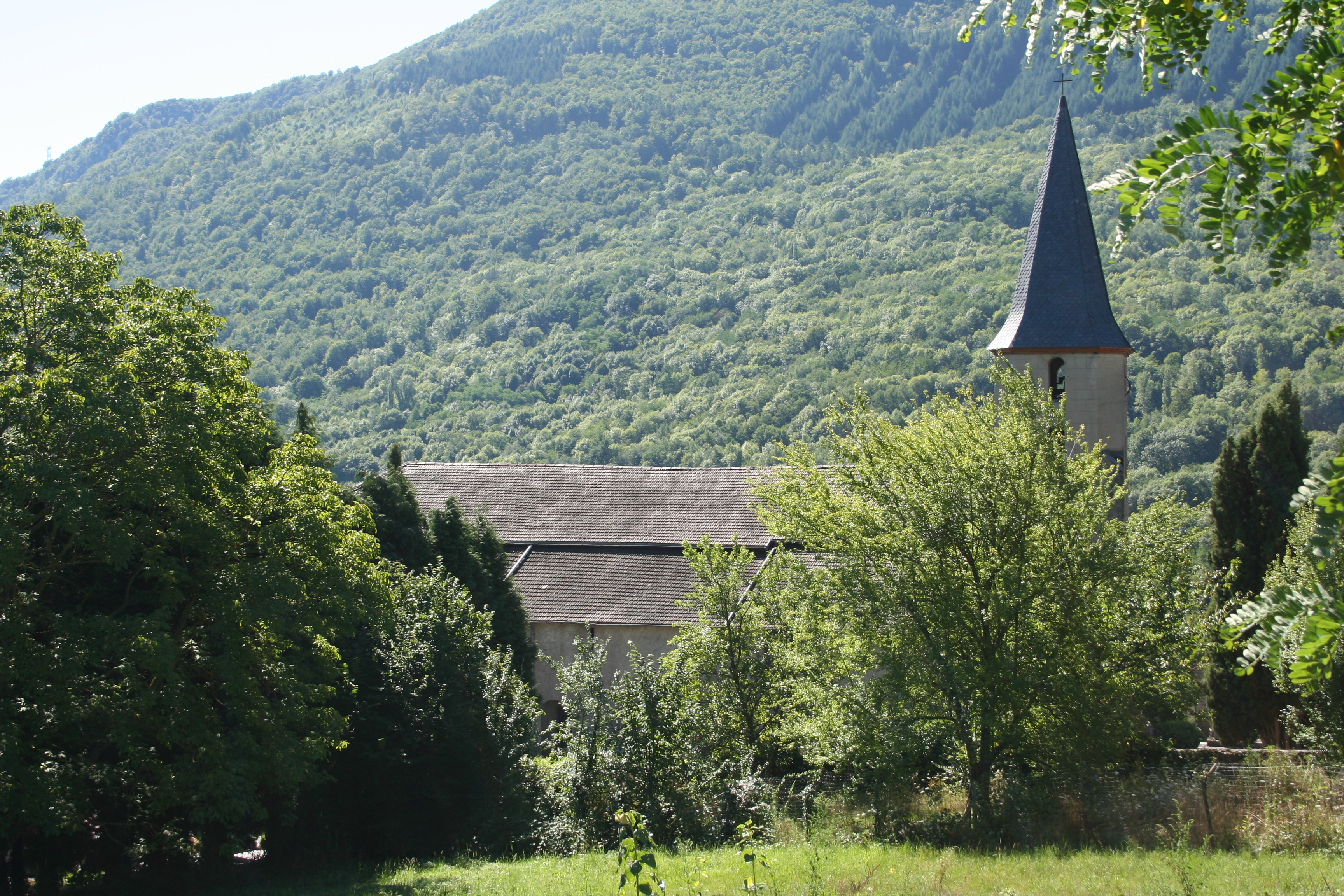
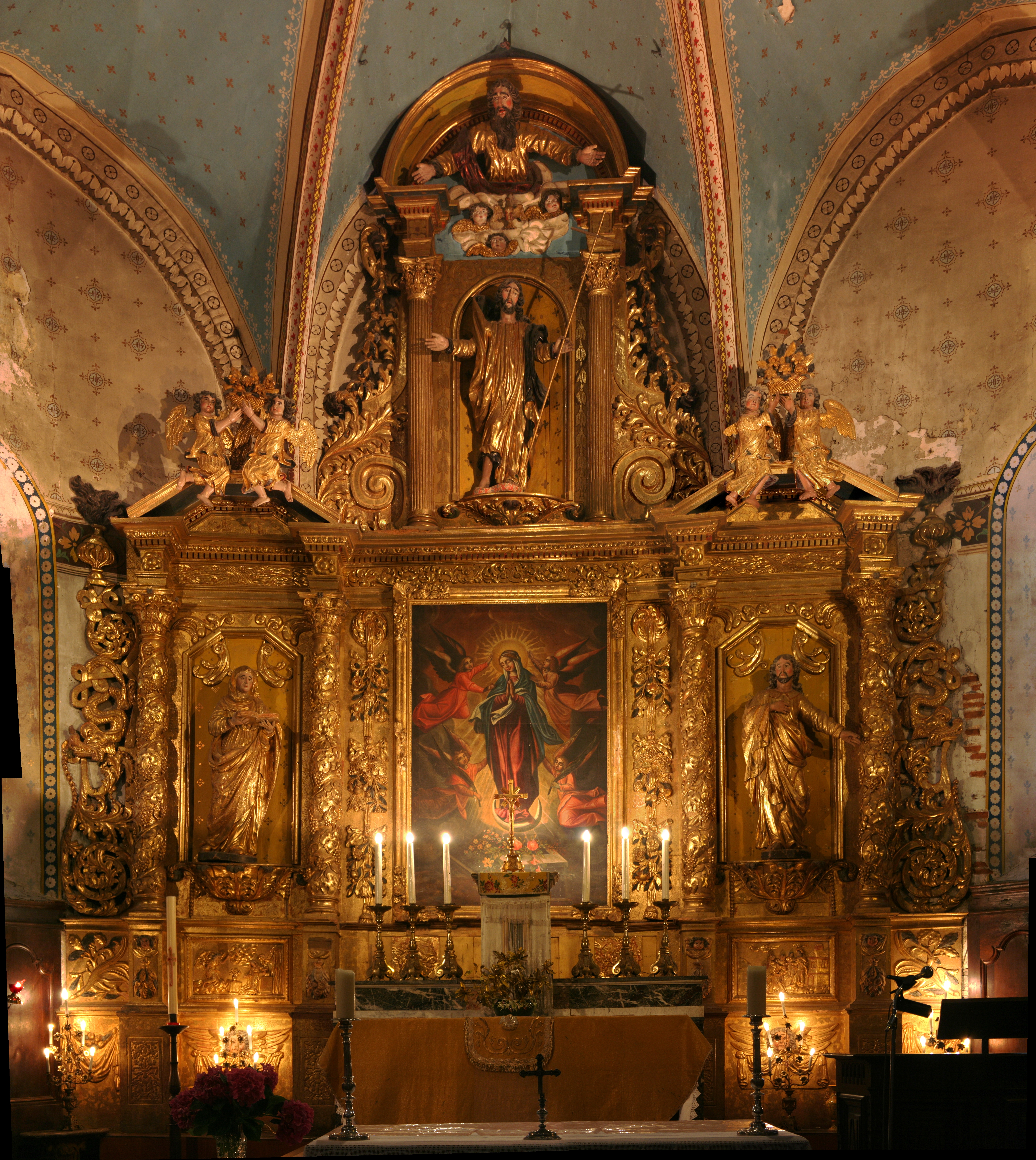